# Ruta Provincial 63 (Santa Cruz)
La Ruta Provincial 63 es una carretera de Argentina en la provincia de Santa Cruz. Su recorrido total es de 20 km completamente de tierra mejorada. Tiene como extremo oeste a la Ruta Nacional 3 en el km 2385 y al oeste el Mar Argentino.
Es el principal acceso al Parque nacional Monte León.